# 東方軍團

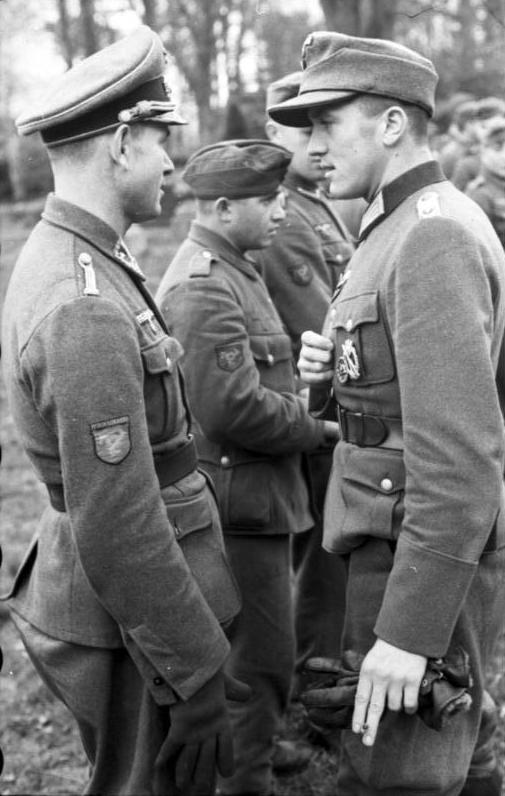
攝於1943年，北高加索和山地高加索軍團成員在法國

東方軍團或稱東方營（德語：Ostlegionen）、「東方部隊」（德語：Osttruppen）、 「東方單位」（德語：Osteinheiten）是指在第二次世界大戰期間服務役在納粹德國武裝力量德意志國防軍下來自中亞或蘇聯俘虜或人員的部隊。大多数其中成员属于国防军外籍成员及志愿者。

### 引用
1. ↑  环球时报. . 凤凰网.   [2021-02-19]. （原始内容存档于2019-04-26）.